# ラジャ・ライオン
ラジャ・ライオン（Raja Lion、男性、1966年 - ）は、パキスタン出身の空手家。本名はリアズ・アーメッド（Riaz Ahmed）。

## 概要
自称パキスタンの空手王者で、1987年6月9日にジャイアント馬場と日本武道館にて異種格闘技戦に挑んだが、2R腕挫十字固めで敗北。その後、プロレスラー転向を目指し全日本プロレスに練習生として入門したものの、デビューすることはなかった。1989年、ストロング金剛らと共に映画ファイナルファイト 最後の一撃に出演。2003年にはブラックワイドショー（日本テレビ）でラジャ・ライオンの捜索企画が行われた。